# Křížová cesta (Nové Hrady, okres Ústí nad Orlicí)
Křížová cesta v Nových Hradech v okrese Ústí nad Orlicí se nachází v severní části vesnice, na návrší nad novohradským zámkem podél cesty ke zřícenině hradu zvaného původně Boží dům. Je chráněna jako nemovitá Kulturní památka České republiky.

## Historie
Křížovou cestu tvoří čtrnáct zastavení (dvanácté zastavení je dřevěný kříž), vytesaných do pískovcových ořímsovaných hranolů. Unikátní rokoková cesta byla zřízena roku 1767 nákladem 500 zlatých hraběnkou Annou Barborou Chamaré. Vede od kostela svatého Jakuba Většího horním zámeckým parkem, kde je dančí obora, ke zřícenině hradu Boží dům.[chybí lepší zdroj] Autory sochařské výzdoby jsou nejspíše bratři Bartoloměj a Václav Hendrichovi z Litomyšle.